# Kde padají hvězdy
Kde padají hvězdy je český televizní seriál pro mládež režiséra Jana Hřebejka z roku 1996.

## Obsazení
| Vladimír Škultéty    | Lojza                |
| Vendula Ježková      | Kristýna             |
| Anna Budínská        | Sandra               |
| Marek Javorský       | Foxl                 |
| Josef Kolínský       | Hynek                |
| Sylva Koblížková     | Klaudie              |
| Zdeněk Roháček       | Štěpán               |
| Zuzana Bušíková      | Pavlína              |
| Anežka Pohorská      | Denisa               |
| Rostislav Čtvrtlík   | Vok                  |
| Magda Reifová        | Mála                 |
| Milan Jílek          | primář MUDr. Krištof |
| Bohumil Klepl        | pan Kukal            |
| Eva Holubová         | paní Kukalová        |
| Miroslav Vladyka     | pan Udlínek          |
| Miroslava Pleštilová | sestra Svatá         |
| Jaroslava Hanušová   | sestra Pondělíčková  |
| Alena Vránová        | babička Veselá       |

## Seznam dílů
1. Už to začíná
2. Cizinci
3. V pasti
4. Špatné zprávy
5. Střelec
6. Modlitba závodníka
7. Co mě nezabije, to mě posílí

## Další tvůrci
- Asistent kamery: Tomáš Kresta
- Asistent režie: Jana Jiříčková
- Výroba: Česká televize Praha, 1996
- Kostýmy: Lubomíra Jančová
- Masky: Marie Gillová